# 荻野目慶子
荻野目 慶子（おぎのめ けいこ、1964年9月4日 - ）は、日本の女優である。COME TRUE所属。熊本県玉名市出身の母と栃木県出身の父のあいだに熊本県熊本市で生まれ、埼玉県比企郡嵐山町や千葉県柏市、同佐倉市などで育つ。昭和学院高等学校卒業。4人きょうだい（姉、弟、妹）の次女であり、妹は歌手の荻野目洋子。

## 経歴
国際労働機関事務局員の娘として生まれる。漫画『ガラスの仮面』で女優に憧れ、12歳で劇団ひまわりに入団。子役として活動を始める。雑誌や、映画『獄門島』（1977年）等に出演。
1979年、14歳のときに、舞台『奇跡の人』のヒロイン、ヘレン・ケラー役のオーディションに合格し芸能界入り。その後、テレビの若者向けバラエティ番組 『YOU』（NHK教育）の司会や映画 『南極物語』への出演などで、新進若手女優として知られるようになった。
1990年、当時の不倫相手であった映画監督（後述）が、荻野目の自室で自殺。マスメディアに大きく取り上げられるスキャンダルとなったが、その後間もなく映画『陽炎』に出演。翌年には映画監督・深作欣二の勧めなどで出演した映画『いつかギラギラする日』のヒロイン役で再び脚光を浴びた。
その後も、映画、テレビ、舞台等、精力的に活動。見事にスキャンダルからの復活を果たす。
フジテレビ系昼ドラでは2001年『女優・杏子』に続き、
2004年秋季（10-12月）の『愛のソレア』と2作品主演している。
2019年、フロムファーストプロダクションよりCOME TRUE(グループ会社)へ事務所を移籍。

### 人物
荻野目は連続して二人の映画監督とのあいだで不倫スキャンダルを起こしている。初めの不倫は1990年（平成2年）、25歳の時。不倫関係にあった当時43歳の映画監督、河合義隆が、荻野目の留守中に荻野目の自宅で首吊り自殺し話題となった。そのおよそ一年後、今度は出演映画の監督で、34歳年上であったバイオレンス映画の巨匠、深作欣二と不倫関係になるも、まもなく深作が前立腺癌を発病。しかし副作用による男性機能の低下を懸念し、荻野目との関係が続けられなくなるとして有効なホルモン剤治療等を拒否。その後2003年（平成15年）に死去。2人の不倫関係は10年近く続き、ワイドショーをはじめとするマスメディアに大きく取り上げられた。荻野目は2002年（平成14年）、これら2件の不倫愛を含むこれまでの恋愛などを綴った自伝『女優の夜』を発表している。
また1992年には、自殺した河合義隆が生前に撮影したヌード写真集『SURRENDER』を発売。30万部を越えるヒットとなった。
2012年12月31日、2歳年上の一般男性と結婚。
都内に複数のクリニックと医薬品会社を経営する医師である。
実母の介護のため「介護職員初任者」「レクリエーション介護士2級」の資格を取得。

## 出演

### 映画
- 獄門島（1977年 東宝） - 勝野の少女時代（幼少時の勝野を妹の洋子が、少し大きくなった少女時代の勝野を姉の慶子が演じている）
- 海潮音（1980年 ATG） - 宇島伊代
- 南極物語（1983年、東宝） - 志村麻子
  - イメージソング「愛のオーロラ」も歌っている。
- バカヤロー!2 幸せになりたい。第三話「新しさについていけない」（1989年） - 高橋むら子
- ウルトラQ ザ・ムービー 星の伝説（1990年） - 江戸川由利子
- 陽炎（1991年） - 小芳
- いつかギラギラする日（1992年） - 麻衣
- 高校教師（1993年） - 榊美和
- 忠臣蔵外伝 四谷怪談（1994年） - お梅
- RAMRO（1994年）-ノンクレジット
- 皆月（1999年） - 沙夜子
- 呪眼（2000年）- 関川真理恵
- 三文役者（2000年） - キミエ
- 完全なる飼育 女理髪師の恋（2004年） - 今井治美
- ベロニカは死ぬことにした（2006年） - 婦長
- 幽閉者 テロリスト（2007年） - 長姉（ゲリラの女リーダー）
- 次郎長三国志（2008年） - お駒
- 鎧 サムライゾンビ（2009年） - 康子
- 山形スクリーム（2009年） - 津留子
- つやのよる ある愛に関わった、女たちの物語（2013年、東映） - 伝馬愛子

### テレビドラマ
この他、連続テレビドラマのゲスト出演など多数。
1970年代
- お昼のテレビ小説 かあちゃんの勲章（1978年、フジテレビ）
- 大空港 第19話「夕陽の銃撃戦! 幼い恋人が叫ぶ・その人を撃たないで」（1978年、フジテレビ） - 坪内直子
- ナッキーはつむじ風（1978年、TBS） - 純子
- 風雪の海峡 青函トンネルは、今…（1978年、フジテレビ）
- 姿三四郎 第14話「宿命」（1979年1月6日、日本テレビ）

1980年代
- 阿修羅のごとく（パート2）（1980年、NHK総合 土曜ドラマ）
- 街～美ら島は、今（1983年、NHK総合 ドラマ人間模様）
- 幕末青春グラフィティ 福沢諭吉（1985年、TBS、河合義隆演出） - 福沢諭吉の初恋相手・於鈴
- 江戸っ子芸者青春記（1985年9月23日、 NHK総合） - 喜春 役
- アルザスの青い空（1985年 フジテレビ）
- 武蔵坊弁慶（1986年、NHK総合 新大型時代劇） - 弁慶の妻・玉虫
- 西田敏行の泣いてたまるか 第9話「人生の並木路」（1986年、TBS）
- 週末物語 シンデレラ・エクスプレス (1986年、TBS） - 野口香代
- 銀河テレビ小説 はねっかえり純情派（1987年、NHK総合） - 岩井由布（紺野美沙子とダブル主演）
- 火曜サスペンス劇場「ペイパーハネムーン 」（1987年、日本テレビ）
- 熱中時代スペシャル 帰ってきた北野広大 笑って下さい 涙して下さい 6年ぶり教え子と再会!（1987年、日本テレビ） - 北野敦子
- 水曜グランドロマン 熱中時代スペシャル 三年五組の叛乱（1988年、日本テレビ） - 北野敦子
- 泣くなセン!燃える男 〜星野仙一物語（1988年、TBS 大晦日スペシャルドラマ） - 星野仙一の長姉・星野美和子
- 水曜グランドロマン 熱中時代スペシャル 嵐を呼ぶ男（1989年、日本テレビ） - 北野敦子
- 空と海をこえて（1989年、TBS 後藤久美子主演のスペシャルドラマ） - 矢野優子
- ボクらの疎開戦争!（1989年、テレビ朝日の終戦記念日スペシャルドラマ）
- 帰郷（1989年、ワイドドラマシリーズ）
- 兄弟 〜あにおとうと〜（1989年、NHK総合 土曜ドラマ） - 陽子

1990年代
- 火曜サスペンス劇場「フルムーン旅情ミステリー2・みちのく殺人事件」（1990年、日本テレビ）
- 柳生武芸帳 京に渦巻く大陰謀!十兵衛と謎の姫君（1991年、日本テレビ）- 徳子
- 君たちがいて僕がいる1（1992年） ‐ 明智いさ子
- 腕におぼえあり（1992年、NHK総合） - おさき
- 同窓会 （1993年、日本テレビ系列 ドラマ）
- 人間・失格〜たとえばぼくが死んだら（1994年、TBS系列金曜ドラマ） - 影山小与
- 揺れる想い（1995年、TBS）
- 月曜ドラマスペシャル「一色京太郎事件ノート3・京都鞍馬貴船川殺人事件」（1996年、TBS）
- 土曜ワイド劇場「事件5・中学校長を殺した女! 」（1997年、テレビ朝日）
- 蛍の宿（1997年、TBS）

2000年代
- 京都迷宮案内2 第2話「紅葉の死化粧!鴨川に流れた赤い殺意!!」（2000年、テレビ朝日）
- 女優・杏子（2001年、東海テレビ・フジテレビ系列昼ドラ）主演
- 京都鴨川東署迷宮課・おみやさん 第9話「三人の男に愛された女が呼ぶ殺意! 」（2002年、テレビ朝日）
- 土曜ワイド劇場「タクシードライバーの推理日誌18・バックミラーの殺意」（2004年、テレビ朝日）
- 愛のソレア（2004年、東海テレビ・フジテレビ系列昼ドラ）
- 新・細うで繁盛記（2006年、フジテレビ）
- 戦国自衛隊・関ヶ原の戦い（2006年、日本テレビ） - 雲光院
- てるてるあした（2006年、テレビ朝日 金曜ナイトドラマ）
- 警視庁捜査一課9係 第8話「Gペンの殺意」（2006年6月7日、テレビ朝日） - 漫画家 橘美月
- 火曜ドラマゴールド「30億円ダイヤ強奪!保険調査員村木修介の災難」（2007年2月27日、日本テレビ） - 根岸直美
- 相棒 season6 第3話「蟷螂たちの幸福」（2007年11月7日、テレビ朝日） - 蓬城静流
- パズル（2008年4月18日、第1話ゲスト、テレビ朝日） - 大槻時恵
- 水曜ミステリー9「捜査検事・近松茂道8・伊勢志摩海女伝説殺人事件」（2008年、テレビ東京）
- キイナ〜不可能犯罪捜査官〜 第7話（2009年3月4日、日本テレビ） - 桐島貴子
- 夜光の階段（2009年4月 - 、テレビ朝日） - 村瀬みな子
- 土曜時代劇 オトコマエ!2 （2009年11月14日、NHK総合） - お清(せい)
- アンタッチャブル〜事件記者・鳴海遼子〜 第8話（2009年12月11日、テレビ朝日） - 江島あかり

2010年代
- 生誕100年記念 松本清張ドラマスペシャル・書道教授（2010年3月23日、日本テレビ） - 神谷文子
- ハガネの女 Round4（2010年6月11日、テレビ朝日） - 菊田涼子
- ハンマーセッション! 第3話（2010年7月24日、TBS） - 黒沢静子
- ハンチョウ〜神南署安積班〜 第3シリーズ 第6話（2010年8月9日、TBS） - 花村冴子
- 鬼平外伝 夜兎の角右衛門（2011年1月3日、スカパー!・時代劇専門チャンネル） - おこう
- 毒姫とわたし（2011年9月5日 - 10月28日,東海テレビ・フジテレビ系列昼ドラ） - 美園響子
- 月曜ゴールデン「上条麗子の事件推理9」（2011年9月5日、TBS） - 細川碧
- 幸福の黄色いハンカチ（2011年10月10日、日本テレビ） - 小川早苗
- デカ 黒川鈴木 最終話（2012年3月29日、読売テレビ） - 清宮るみ
- 都市伝説の女 第4話（2012年5月5日、テレビ朝日） - 大久保千明
- ダブルス〜二人の刑事 第7話（2013年5月30日、テレビ朝日） - 滝川久美
- 刑事吉永誠一 涙の事件簿 第3話（2013年10月25日、テレビ東京） - 仙道亜紀
- 科捜研の女〜年末スペシャル（2014年12月21日、テレビ朝日） - 三原京子
- 怪奇恋愛作戦 第5・6話（2015年2月7日・14日、テレビ東京） - ゲスト・神楽ミナ
- 水曜ミステリー9「黒星警部の密室捜査」（2015年6月17日、テレビ東京） - 岩城三枝子
- 木曜劇場「営業部長 吉良奈津子」（2016年8月11日、フジテレビ） - 万里村鏡子
- 土曜ナイトドラマ「あなたには渡さない」(2018年11月-12月、テレビ朝日） - 堀口八重

### 舞台
- 奇跡の人
  - 1979年、芸術座 - ヘレン・ケラー役。アニー・サリバン役は市原悦子。演出は伊藤俊也。[8][9]
  - 1987年、日生劇場 - ヘレン・ケラー役。アニー・サリバン役は大竹しのぶ。
- リリー（シアターアプル）
- 桜の国（帝国劇場）
- 江戸っ子芸者一代記（新橋演舞場）
- 虹を渡るペテン師（宝塚劇場）
- 浅草紅団（シアターアプル）
- ハムレット（恵比寿ファクトリー）
- 三島由紀夫20年祭新派特別公演・黒蜥蜴（1990年3月、新橋演舞場）
- 竹中直人の会 市ヶ尾の坂（下北沢スズナリ）
- ABCミュージカル ザ・近松（1994年、大阪・近鉄劇場）
- 権八小紫（大阪・近鉄劇場、名古屋・御園座）
- カナリア（東京国際フォーラム）
- 陽だまりの小径（1998年3月、大阪新歌舞伎座）
- 花迷宮（1998年5月、帝国劇場）
- ほたるの夢（1998年7月、名古屋・御園座）
- こんなもんやで人生は（1998年7月、明治座）
- るつぼ（2000年1月、紀伊国屋ホール）
- 三人姉妹（2000年4月、スタジオコクーン）
- 眠狂四郎（2000年5月：京都南座、2001年4月：名古屋・中日劇場）
- マクベス（2000年9月、新国立劇場）
- 三人姉妹を追放されしトゥーゼンバブの物語（2002年4月、新国立劇場）
- 大人計画 日本総合悲劇協会vol.3「業音」（2002年10月、草月ホール）
- 青ひげ公の城（2003年3月 - 4月、パルコ劇場）
- 誰か、来る（2004年）
- 舞踏詩 サロメ (2004年、スパイラルホール)
- ミュージカル アニー（2005年）
- ヒステリア (2007年、シアタートラム)
- 江戸情話 さくら吹雪（2007年9月、明治座）
- どん底（2008年、Bunkamuraシアターコクーン）
- 音楽劇〜もう一つのシルクロード（2008年10月、昭和女子大学）
- 詩劇 艶は匂へど…（2008年11月、銀座8丁目博品館）
- 竹中直人の匙かげん・3 「三人の女」（東京：2008年12月：本多劇場、大阪：2009年1月：シアタードラマシティ、仙台：2009年1月：仙台市青年文化センター シアターホール）
- 炎の人（2009年6月12日 - 28日、天王洲 銀河劇場）
- Words～約束/裏切り～すべて、失われしもののため・・・ (2009年、劇団EXILE第3回公演)
- 十二夜 (2011年、シアターコクーン)
- 8人の女たち (2011年、ル・テアトル銀座)
- ミュージカル Dietrich (2012年、青山劇場)
- 阿修羅のごとく (2013年、ル・テアトル銀座)
- 殺風景 (2014年、シアターコクーン)
- 北山宏光主演 舞台あんちゃん (2017年、東京グローブ座)

### バラエティ番組
- YOU （NHK教育、1983年4月 - 1984年3月）
- ヨコワリ! 〜同時代対決・歴史バラエティー〜「西太后と天璋院」（NHK総合） - 西太后 役

他多数

### 吹き替え
- オズの魔法使（1987年、NHK総合・BS2） - ドロシー

### ラジオ番組
- 真田広之・荻野目慶子の青春キャンディバー（1983年、ニッポン放送）

### ラジオドラマ
- グリーン・レクイエム（1985年2月11日 - 15日、NHK-FM） - 三沢明日香 役

### CM
- 三和銀行（現:三菱UFJ銀行） サウンドロゴ
- 森永製菓 ハイクラウンチョコレート
- 松下電器産業（現:パナソニック） ナショナル ラジオカセット（ラブコール）
- 富士通 FM-Rシリーズ（1987年）
- 東洋コンタクトレンズ（現:メニコン） メニコンソフトM
- スカイパーフェクTV! (2004年)

## 書籍

### 著書
- 女優の夜(2002年、幻冬舎)

### 写真集
- SURRENDER(1992年、講談社)
- Breezy day 忘れた日(1995年、朝日出版社、篠山紀信撮影)
- Accidents Series2(1998年、朝日出版社、篠山紀信撮影)
- 月刊 荻野目慶子(1999年、新潮社)

## 受賞
1980年
- 第5回報知映画賞 新人賞（『海潮音』）
- 第2回ヨコハマ映画祭 最優秀新人賞（『海潮音』）

1992年
- 第15回日本アカデミー賞 助演女優賞（『陽炎』）[10]

1993年
- 第16回日本アカデミー賞 助演女優賞（『いつかギラギラする日』）

1995年
- 第4回ザテレビジョンドラマアカデミー賞 助演女優賞（『揺れる想い』）[11]
- 第18回日本アカデミー賞 助演女優賞（『忠臣蔵外伝 四谷怪談』）[12]

2001年
- 第56回毎日映画コンクール 女優助演賞（『三文役者』）

## 音楽
- 愛のオーロラ（シングル、1983年7月21日、キャニオンレコード）オリコン最高29位
  - 映画『南極物語』イメージ･ソング
- 地球はララバイ（シングル、1984年、キャニオンレコード）